# Ле Камю де Мезьер, Николя
Николя Ле Камю де Мезьер (фр. Nicolas Le Camus de Mézières; 26 марта 1721, Париж — 27 июля 1789, Париж) — французский архитектор и теоретик архитектуры. Наиболее известен строительством новой Зерновой биржи на месте бывшего отеля Суассон (1763) и отеля Бово (1768) в Париже.

## Биография
Ле Камю де Мезьер изучал классические науки, а затем архитектуру у Франсуа-Антуана Бабюти-Дегодетца и в 1750 году открыл собственную контору эксперта-архитектора.
Он был архитектором Парижского университета в то время, когда после изгнания иезуитов (1763—1764) это учреждение вновь обрело свой блеск, и находился под покровительством монсеньора де Ла Рош-Эмона и аббата Терре, генерального контролера финансов.
В 1762 году Ле Камю де Мезьеру было поручено построить новую Зерновую биржу на месте бывшего отеля отеля Суассон (Hôtel de Soissons) в Париже. На неправильном участке в форме пятиугольника он построил ротонду с внутренним двором. Ле Камю был вынужден включить в композицию астрономическую колонну с солнечными часами — единственный остаток старого особняка, построенного в XVI веке для Екатерины Медичи.
Новое здание отражало концепции общественного памятника, отделенного от городской среды. Строгость и игра объёмов напоминали готическую архитектуру, которую в этот период снова стали ценить. Этой постройкой Камю де Мезьер воплотил в жизнь идеи, которые он сам развивал в нескольких теоретических трудах по архитектуре, где он исследовал вопрос взаимосвязи между формой здания, его функцией и статусом заказчика.
Архитектурная теория Мезьера основана на аналогии искусства архитектуры и театра. По его убеждению, архитектурная композиция раскрывается в последовательности сценического действия, а градация декораций внутри здания представляет собой аналогию со сменой декораций во время театрального представления. Однако архитектура отвечает требованию единства, которое теоретик связывает с правилом единства действия в классической драме. Он также проводит аналогии между архитектурой и музыкой. Продолжая анализ, Мезьер объясняет, что здание должно выражать простые чувства — надёжность, веселье, покой или грусть… — и стимулировать чувственное восприятие человека. В 1780 году Ле Камю де Мезьер написал эссе «Гений архитектуры, или аналогия этого искусства и наших ощущений», посвятив его поэту и драматургу Клоду-Анри Ватле.
В 1764 году Ле Камю построил портал коллежа Людовика Великого. В казармах на улице Муфтар он хотел применить свои теории по облегчению кровельных конструкций, но столкнулся с противодействием со стороны гильдии плотников.
В 1768 году Ле Камю де Мезьер построил отель Бово (Hôtel de Beauvau) по заказу Армана-Гастона Камю, который сдал его в пожизненную аренду маршалу де Бово, в честь которого он и был назван. Это здание сохранилось, но было существенно реконструировано; ныне в нём размещается Министерство внутренних дел Франции на площади Бово в Париже. Он также разработал проект для отеля кармелитов на улице Гренель.
Имея значительное личное состояние, в 1770 году Ле Камю де Мезьер оставил архитектуру, чтобы посвятить себя литературному творчеству. Вместе со своими братьями Антуаном и Луи-Флораном он руководил небольшим частным театром в их доме в селении Шаронн (ныне район Шаронн в 20-м округе Парижа).

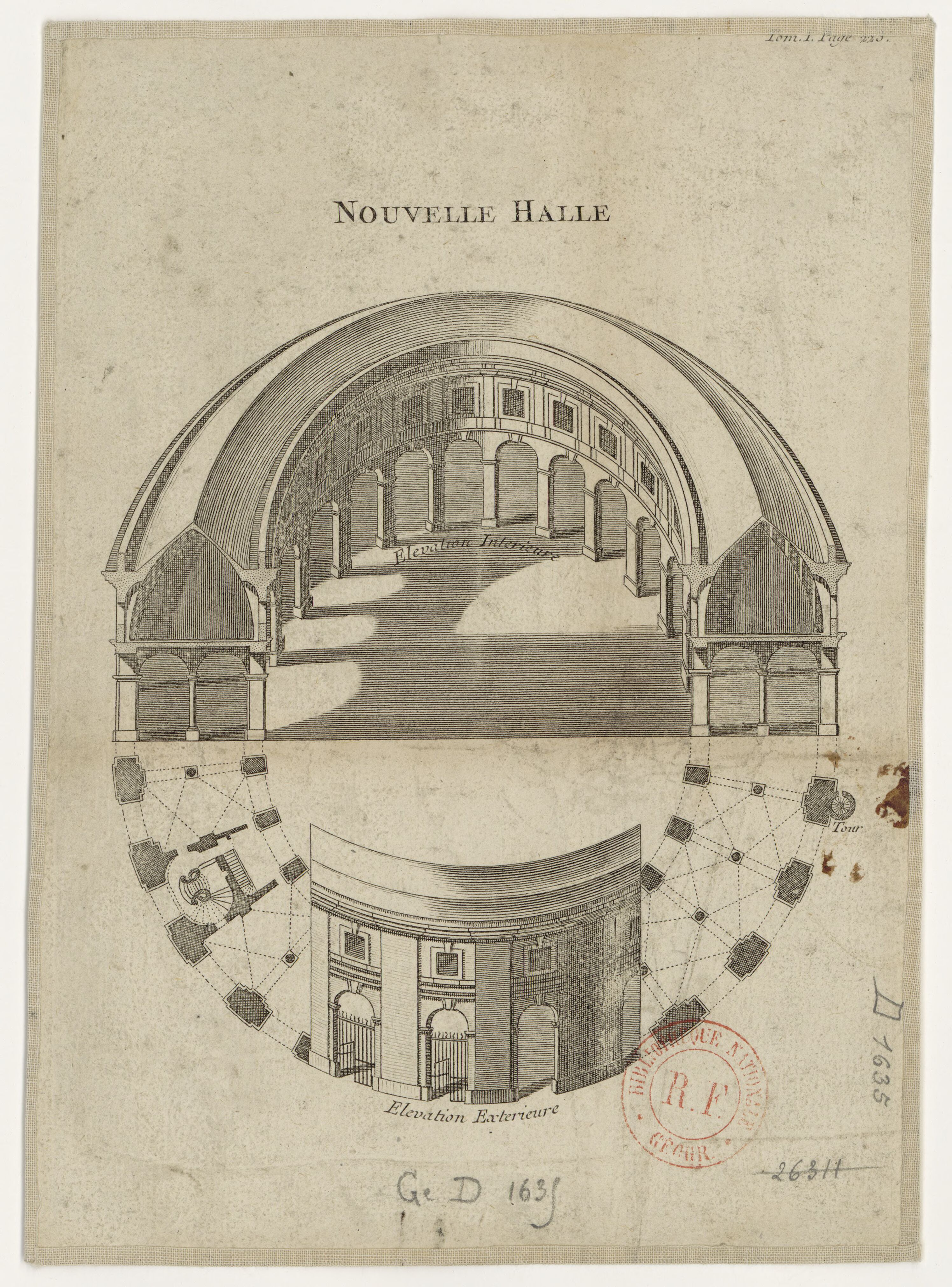
Изометрия круглого двора отеля Суассон (Зерновой биржи)
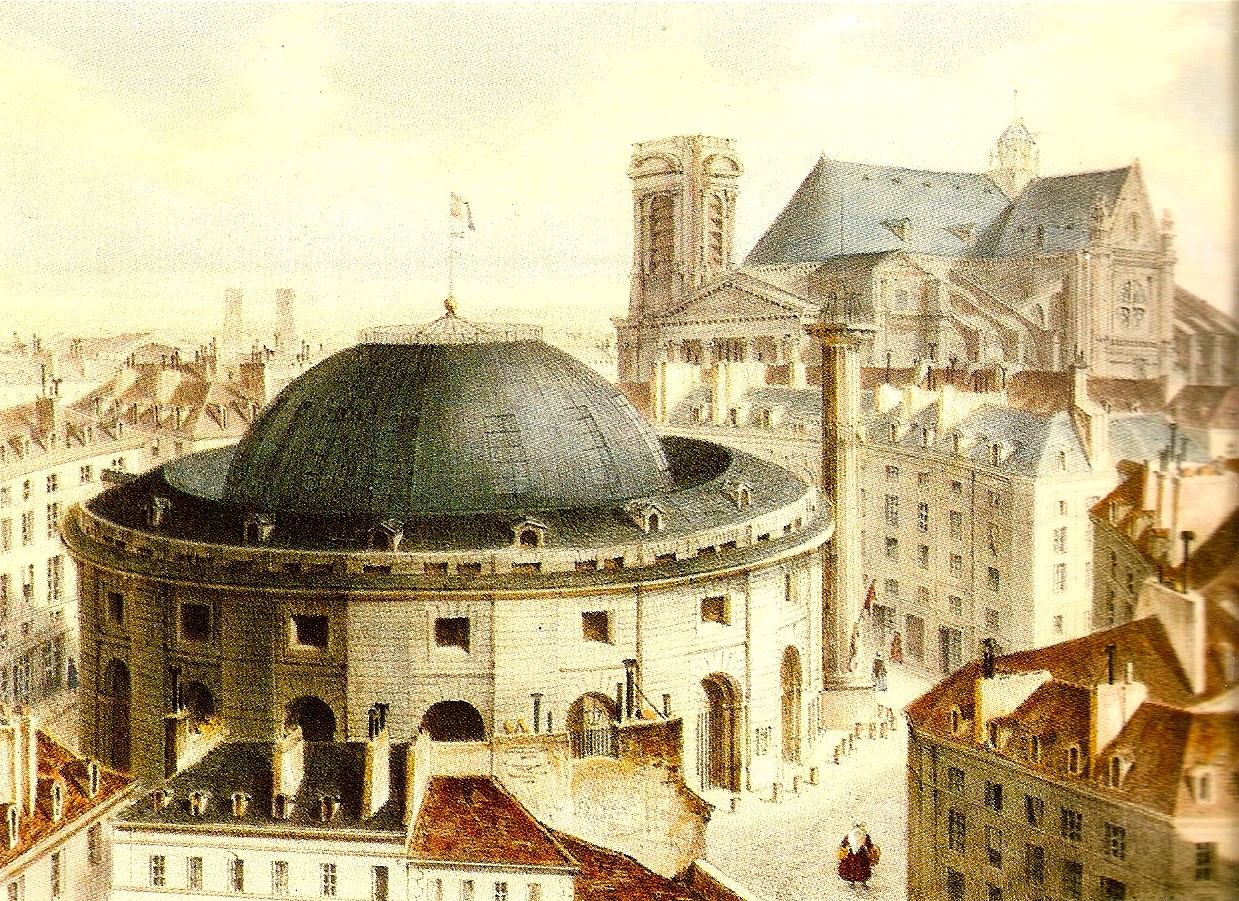
Здание Зерновой биржи. Хромолитография 1838 г.
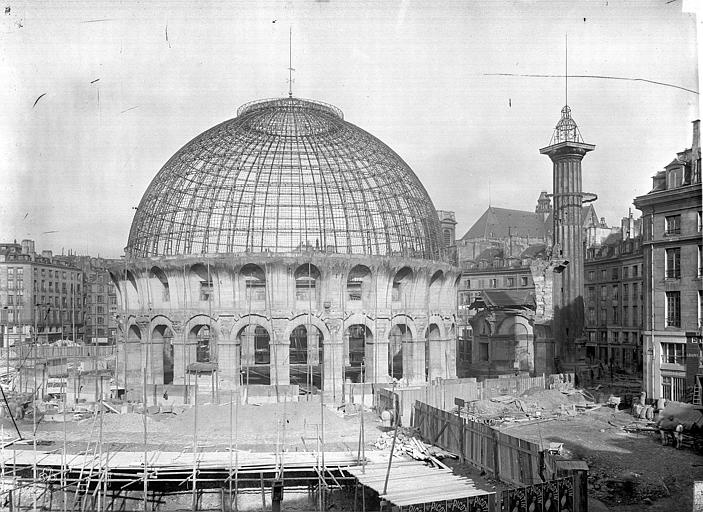
Зерновая биржа в процессе строительства. Фотография до 1905 г.
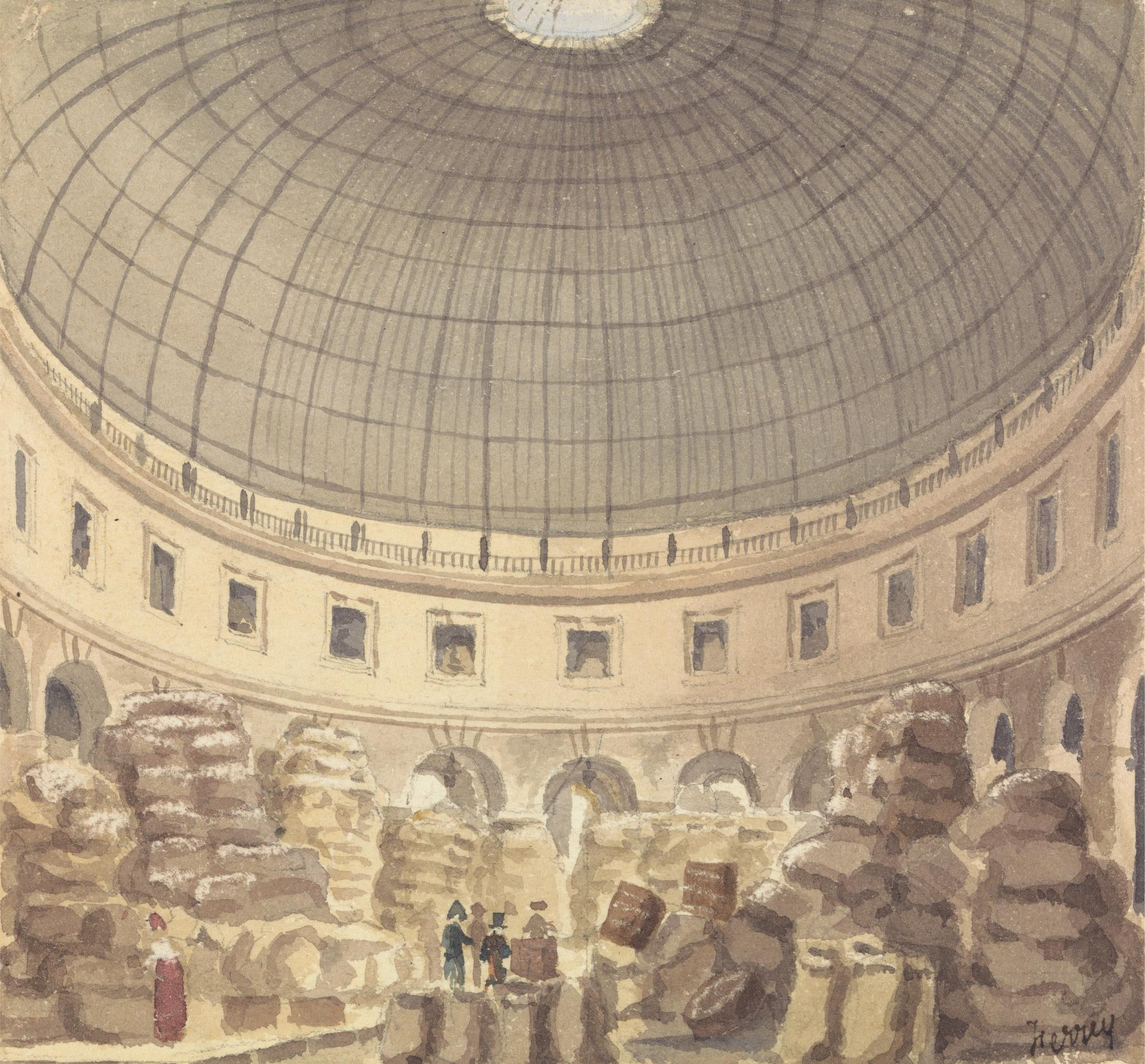
Интерьер здания. Акварель
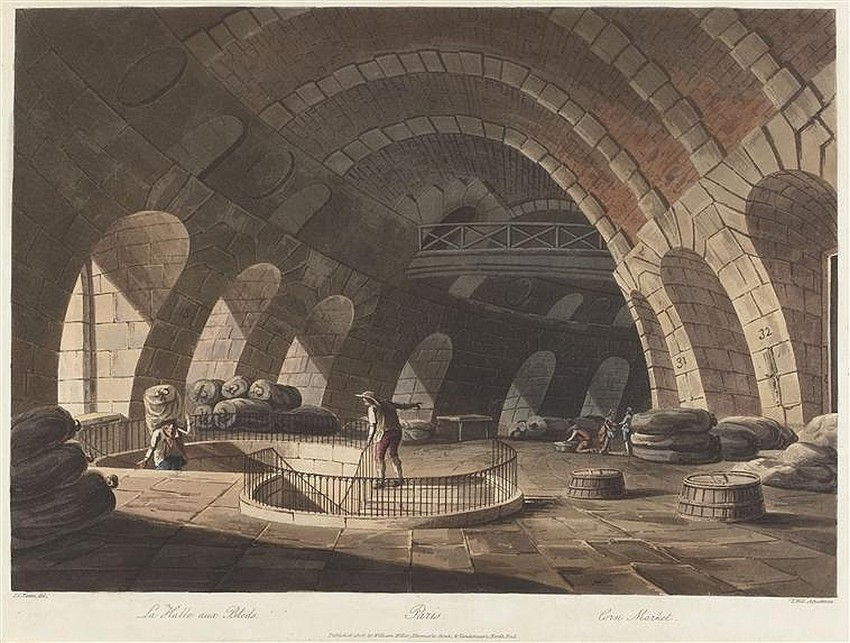
Вид свода верхнего этажа бывшей Зерновой биржи, ныне Парижской фондовой биржи

## Публикации
- Avec François Antoine Babuty-Desgodets. Dissertation de la Compagnie des architectes-experts des bâtiments à Paris en réponse au mémoire de M. Pâris-Duverney sur la théorie et la pratique des gros bois de charpente, 1763, in-12
- Le génie de l’architecture, ou L’analogie de cet art avec nos sensations, 1780, in-8
- L’Esprit des almanachs ou analyse critique et raisonnée de tous les almanachs anciens et modernes, 1781, in-16
- Le Guide de ceux qui veulent bâtir, ouvrage dans lequel on donne les renseignements nécessaires pour se conduire pendant la construction, & prévenir les fraudes qui pourraient s’y glisser, 1781, 2 vol. in-8
- Traité de la force des bois, ouvrage essentiel, qui donne les moyens de procurer plus de solidité aux edifices, de connaître la bonne & la mauvaise qualité des bois, de calculer leur force, & de ménager près de moitié sur ceux qu’on emploie ordinairement, 1782, in-8 (Lire en ligne [archive])
- Description des eaux de Chantilly et du Hameau, 1783, in-8
- Plans, Dessins, Détails et Devis de construction de la nouvelle Halle aux grains de Paris, 1786
- Lettre sur la manière de rendre incombustible toute salle de spectacle
- Lettre sur les fours et la cuisson des tuiles et briques
- Deux différentes lettres sur la force des bois
- Lettre contenant un projet pour le chef-lieu de l’Université, avec plan général
- Aabba, ou le Triomphe de l’innocence, Roman grec
- Mes Délassements